# Lovelock Correctional Center

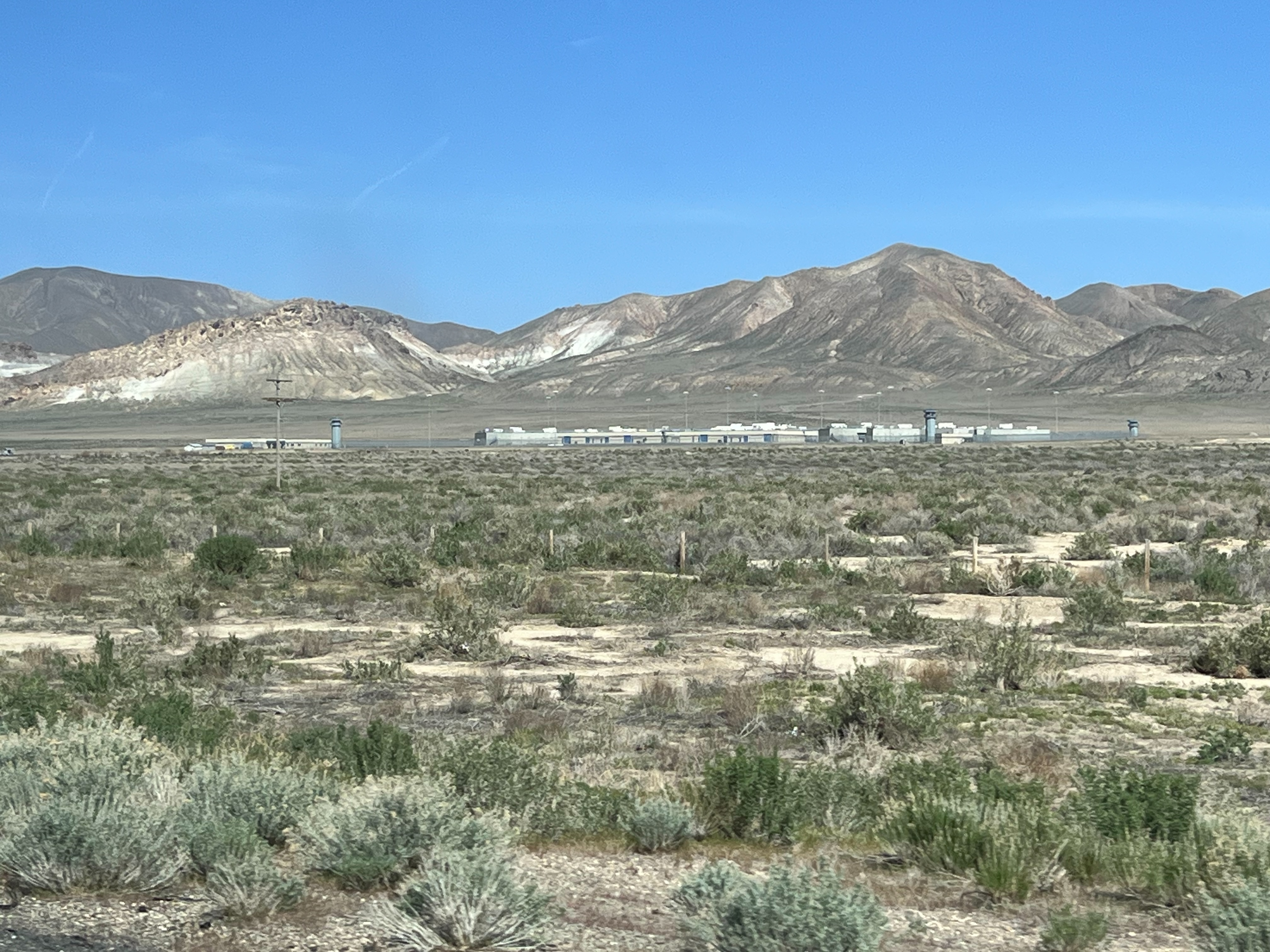
Lovelock Correctional Center (2023)

Das Lovelock Correctional Center ist ein Staatsgefängnis des US-amerikanischen Bundesstaates Nevada im Pershing County, in der Nähe von Lovelock.

## Geschichte
Lovelock ist eine von sieben Institutionen des Nevada Department of Corrections. Es wurde in zwei Phasen gebaut und in zwei Phasen eröffnet. Die erste Phase war im August 1995 abgeschlossen. Damals wurden zwei Blöcke mit 168 Zellen eröffnet. Jede Zelle war für zwei Häftlinge vorgesehen. Der Bau der zweiten Phase stellte zwei 168 Zelleinheiten und zwei 84 Zelleinheiten zur Verfügung. Das LCC hat eine derzeitige Kapazität von insgesamt 1.680 Straftätern. Es hat eine Industrieanlage, in der Matratzen und Stoffe hergestellt werden.
Im Jahre 2008 erlangte das Gefängnis Bekanntheit, als der ehemalige Football-Star O. J. Simpson seine Haftstrafe hier antrat.
Ein weiterer prominenter Häftling war der Boxer Ike Ibeabuchi, der bis zum 28. Februar 2014 wegen der Vergewaltigung einer Stripteasetänzerin in Lovelock einsaß.